# TEAMジャパン
TEAMジャパンはPCメモリやフラッシュメモリ等を展開する台湾に本社を置くPCパーツメーカーTEAMGROUPの日本支社。

主に自社ブランドのメモリモジュール、各種メモリーカード、フラッシュドライブ、ソリッドステートドライブ、周辺機器シリーズ、モバイルアクセサリー及び産業用メモリーを製造している。

## 概要
- 1997年台北で本社を設立
- 2004年ハイエンドモジュール（Overclocking）研究開発、生産及び販売部門を設立 フラッシュメモリーシリーズ製品の研究生産を開始
- 2008年日本に支社を設立
- 2009年ドバイに支社を設立
- 2010年新興株式市場
- 2016年T-FORCEゲームシリーズ商品展開
- 2019年台湾証券取引所に株式市場に正式に上場
- 2020年T-CREATEクリエーターシリーズ商品展開

## 製品
- DRAMモジュール
- SSD
- メモリカード
- USBメモリ
- 簡易水冷